# Industrialne, Kreminna
Industrialne (în ucraineană Індустріальне) este un sat în comuna Kudreașivka din raionul Kreminna, regiunea Luhansk, Ucraina.

## Demografie
Componența lingvistică a localității Industrialne
     Ucraineană (82,43%)
     Rusă (17,57%)
Conform recensământului din 2001, majoritatea populației localității Industrialne era vorbitoare de ucraineană (82,43%), existând în minoritate și vorbitori de rusă (17,57%).